# Градинско шаварче
Градинското шаварче (Acrocephalus dumetorum ) е вид птица от семейство Acrocephalidae. Среща се и в България.

## Физически характеристики
На дължина достига 12 cm. Оперението е тъмнокафяво, отдолу е белезникаво на главата има ясно очертани белезникави вежди.

## Начин на живот и хранене
Насекомоядна птица.